# Кривошапкин, Михаил Фомич
Михаил Фомич Кривошапкин (1829—1900) — русский врач, этнограф и фольклорист.

## Биография
Родился в Енисейске. О родителях М. Ф. Кривошапкина ничего не известно. Учился в Казани, где в 1854 году окончил медицинский факультет Императорского Казанского университета. Известно также, что в 1855 Кривошапкин окончил Медико-хирургическую академию. Служил сначала окружным врачом в Енисейском округе, затем — c 1860 г. — оператором (хирургом) Енисейской врачебной управы. По долгу своей службы М. Ф. Кривошапкин часто бывал в окрестностях Енисейска, выезжал на борьбу с эпидемиями в Туруханский край. На собственные средства Кривошапкин организовал и содержал в течение нескольких лет городскую больницу г. Енисейска. Поработав некоторое время в должности хирурга, переехал по состоянию здоровья в Казань.
Деятельность Кривошапкина в Енисейске носит чрезвычайно разносторонний характер: всюду, где оказывался молодой врач, он успевал собирать материалы для своих научных сочинений. День за днём и год за годом ведёт метеорологические наблюдения, делая записи о колебаниях температуры воздуха, направлении ветров, состоянии ледового покрова в районе Енисейска.
Особый интерес вызывают у Кривошапкина североенисейские золотые прииски: способы промывки золотосодержащих песков, условия труда и быта старателей. (см. также Золотая лихорадка в Сибири) Рабочие тетради врача наполнены наблюдениями за рельефом местности, данными о химическом составе озёр и рек, туда записываются тексты народных песен и преданий — всё, что может представлять географический, медицинский или историко-культурный интерес.
В 1856 году по совету молодого уездного врача Кривошапкина осушили болота внутри Енисейска, что значительно улучшило санитарное состояние города. Он исследовал один из ключей в самом городе, обнаружив в воде сернокислую закись железа. Купание в этом ключе оказалось полезным для страдающих кожными и нервными болезнями.
В свободное от врачебной практики время М. Ф. Кривошапкин пишет медицинские, статистические и этнографические статьи, которые публикует в «Иркутских губернских ведомостях», в том числе статью «Енисейский округ в медико-естественном отношении» и «Трактат об огнестрельных ранах», вышедшие затем отдельно (М., 1858 год). Эти работы были замечены специалистами, о них пишет «Московская медицинская газета». В 1863 году Кривошапкин защищает в Казанском университете докторскую диссертацию: «Об экразировании вообще и о применении его и прочем».
Первое большое собственно этнографическое сочинение М. Ф. Кривошапкина, в основу которого легли записи, сделанные в 1857 году в Туруханском крае — «Енисейский округ и его жизнь» — было опубликовано в 1863 году в «Записках сибирского отделения Русского географического общества» (кн. 6) и затем переиздано в Санкт-Петербурге Императорским Географическим обществом на пожертвования промышленника В. А. Кокорева. Издание посвящено «его сиятельству графу Николаю Николаевичу Муравьеву-Амурскому в память его забот об изучении Восточной Сибири и в знак глубокого уважения».
Этот двухтомник, посвящённый материальной и духовной культуре «остяков, тунгусов и прочих инородцев Енисейского округа», принёс Кривошапкину прижизненную всероссийскую славу. В 1866 году автор «Енисейского округа…» был удостоен малой золотой медали Русского Императорского географического общества.

## Работы
Монографии
- Енисейский округ в медико-естественном отношении (М., 1858).
- Трактат об огнестрельных ранах (М., 1858).
- Об экразировании вообще и о применении его и прочем (Казань, 1863)
- Енисейский округ и его жизнь: С двумя таблицами и картой золотоносной области Енисейского округа / соч. М. Ф. Кривошапкина; изд. Имп. рус. геогр. о-ва. — СПб.: в тип. В. Безобразова и К., 1865.

Отдельные публикации
- Шаманство с Физиологической точки зрения. Светоч, 1861, № 8, стр. 1—26.